# Arnould de Hornes
Pour les articles homonymes, voir Arnould et Hornes.
Arnould de Hornes né Arnold van Horne, né en 1339 à Hoorn et mort le 8 mars 1389 à Liège, est évêque d'Utrecht et est élu prince-évêque de Liège le 23 octobre 1378, soutenu par le pape de Rome Urbain VI. Il est le fils de Guillaume V de Hornes (nl) et d'Élisabeth de Clèves.

## Biographie
Après la mort de l'évêque Jean de Virneburg en 1371, le chapitre de la cathédrale proposa son prévôt Zweder Uterlo (nl) comme candidat, tandis que les autres chapitres soutenaient le candidat du pape Arnould de Hornes, qui remporta donc l'élection. Arnould était alors à Avignon pour plaider contre Zweder concernant le siège.
Arnould semble avoir été un évêque vigoureux, mais a mis en péril la situation financière du diocèse. En 1371-1372, il intervint dans la Guerre de Succession en Gueldre, qui faillit conduire à sa capture, et il fit la guerre contre la Hollande en 1373-1375 en utilisant le village stratégique commercial de Vreeswijk. Ces actions ont donné peu de résultats et ont coûté beaucoup d'argent. Il est vrai que la frontière occidentale du Sticht fut renforcée et l'avancée hollandaise stoppée, mais la Hollande conserva le contrôle de l'estuaire de la Vecht et du Lek, si bien qu'Utrecht resta isolée.
L'évêque Arnould a dû inscrire officiellement la participation des citoyens d'Utrecht au gouvernement dans le Stichtse Landbrief (nl) de 1375, avant que les instances administratives du Sticht n'acceptent une mesure fiscale pour mettre de l'ordre dans les finances. Cet acte est un document important qui peut être considéré comme la constitution du Nedersticht.
Une fois que les conflits militaires avaient cessé, la vieille dispute entre les Gunterlingen et les Lichtenbergers refait surface dans la ville. L'évêque Arnould réussit à maintenir le statu quo entre les deux parties, mais en 1378, il fut transféré à Liège par le pape Urbain VI en tant que successeur de Jean d'Arckel, également venu d'Utrecht. Cependant, le chapitre de Liège avait choisi un contre-candidat, Eustache Persand de Rochefort, soutenu par l'antipape d'Avignon Clément VII. Ce n'est qu'après un an de lutte qu'Arnould put s'installer à Liège, après le départ de son concurrent, confirmé par l'antipape Clément VII, et il renonça à son siège épiscopal d'Utrecht.
Il meurt le 8 mars 1389, et est inhumé, conformément à son souhait, dans le prieuré norbertin de Keyserbosch (nl) (près de Neer, province de Limbourg aux Pays-Bas), son cœur étant déposé au couvent des Chartreux de Liège.